# 利萨号铁甲舰
“利萨”号铁甲舰（SMS Lissa）得名自利萨海战，是为奥匈帝国海军在19世纪60年代至70年代建造的一艘独特的铁甲舰，也是其所在舰级的唯一一艘。该舰是奥匈帝国建造的第一艘炮廓式铁甲舰，与早期的船旁列炮铁甲舰不同，该舰在位于中央的装甲炮廓中装备了12门9英寸（229毫米）火炮作为主炮。由于预算短缺，该舰的建造从1867年6月延误到1871年5月，而资金的缺乏也困扰着该舰的服役生涯，影响其在舰队中发挥积极作用。除了在1880至1881年进行了一次的长期改造工程外，该舰的大部分服役周期都在普拉港闲置中。“利萨”号最终在1892年被舰队除名，并从次年开始拆解报废。

## 设计

### 基本参数及动力

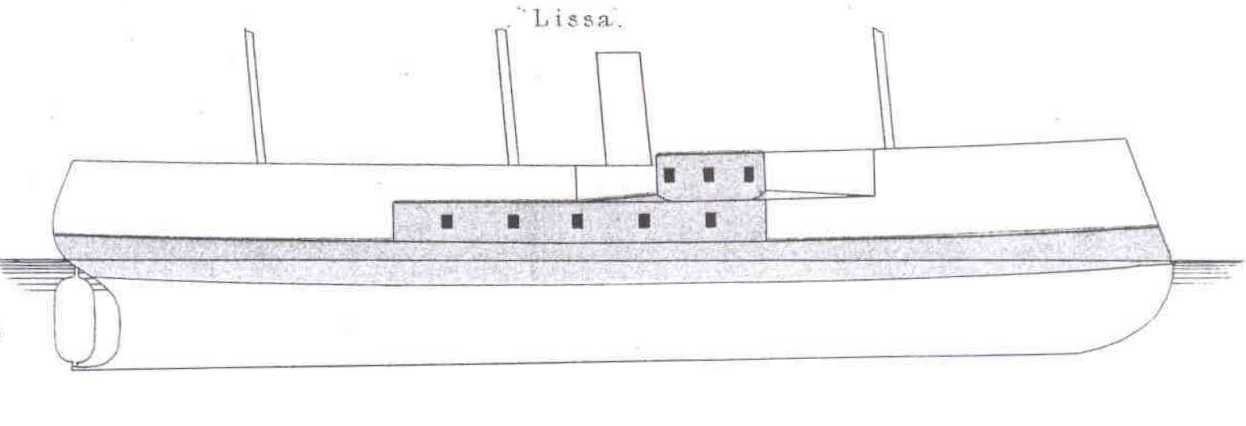
“利萨”号的线稿

“利萨”号水线长86.76（284英尺8英寸），全长89.38米（293英尺3英寸），舷宽17.32米（56英尺10英寸），平均吃水深8.5米（27英尺11英寸）。与当时的其他奥匈帝国铁甲舰相比，该舰的吃水深度相当深。全舰排水量为7,086長噸（7,200公噸）。舰体和大部分上层建筑，包括炮廓都是木制结构外包铁板，但炮廓两端的侧面则是铁制的。舰上装有舰首撞角。该舰的常规舰员配置包括620名军官和水手。
“利萨”号的动力系统由一台单胀水平双缸蒸汽机构成，驱动一个直径为6.62米（21.7英尺）的单螺旋桨。蒸汽由7座带有30个火箱的锅炉提供。这些锅炉的废气汇集到舰舯部的一个烟囱中排出。引擎最高速度为12.83節（23.76每小時；14.76英里每小時），功率为3,619匹指示馬力（2,699千瓦特）。然而在1871年5月9日进行的速度试验中，测得该舰功率为3,663匹指示馬力（2,731千瓦特），只达到了13.29節（24.61每小時；15.29英里每小時）的速度。在最高速度下，该舰的巡航半径为1,420海里（2,630；1,630英里）。为了辅助蒸汽动力，“利萨”号在建成之初配备了一套全船帆装，面积为3,112平方（33,500平方英尺）。这套帆装在1886年被大幅削减到1,404平方（15,110平方英尺）。

### 武装和防护
作为一艘炮廓式铁甲舰，“利萨”号装备了由克虏伯埃森工厂制造的12门9英寸（229）后膛炮作为主舰炮。其中10门安装在一个只能进行舷侧射击的中央装甲炮楼中，舷侧开炮孔位于水线以上1.96米（6英尺5英寸）。另外两门炮位于主炮廓上方一个悬挂在下层炮廓上方的小型装甲围屏上，允许一些炮进行有限的端对端火力输出。这些炮的威力能穿透厚达264（10.4英寸）的铁甲。该舰还装备了几门较小的炮，包括4门8磅前膛炮和2门3磅前膛炮。该舰的装甲带由152（6英寸）厚的锻铁板组成，背后衬有770（30.3英寸）厚的木板。装甲带有1.74米（5英尺9英寸）高的部分在水线以下。主炮楼的铁甲厚127（5英寸），后面衬有724（28.5英寸）厚的木板。炮廓两端的水密舱壁厚114（4.5英寸）。

## 服役
“利萨”号于1867年6月27日在圣马可的第里雅斯特技術工廠开始建造，于1869年2月25日下水，并开始进行舾装工作。次月，奥地利皇帝弗朗茨·约瑟夫一世访问了正在建造“利萨”号的船厂。由于海军的预算有限，以及从英国进口舰艇装甲板的巨额开支，该舰的建造工作被延迟，“利萨”号直到1871年5月才完工。双君主制度下匈牙利王国对海军开支的反对意见不仅延迟了“利萨”号的建造工程，还限制了奥匈帝国海军的总体预算，从而阻碍了舰队在和平时期的活跃。1871年舰队指挥官威廉·冯·特格特霍夫的去世加剧了资金短缺问题，因为他的继任者弗里德里希·冯·波克缺乏声望，无法说服政府增加拨款。包括“利萨”号在内的铁甲舰队大多被留存在普拉，成为预备舰队。在1870年代，唯一得到重用的舰船是派往国外的几艘蒸汽巡航舰。
尽管如此，“利萨”号于1871年11月被分配到现役中队，并取代铁甲舰“哈布斯堡”号成为该舰队的旗舰，由海军少将阿洛伊斯·冯·波科尼指挥。“利萨”号与舰队内的其他舰艇，包括螺旋桨巡航舰“兹里尼”号和“丹多洛”号以及炮艇“胡姆”号一起在该年剩余的时间里都在亚得里亚海进行战术训练。1872年，“利萨”号仍然是现役中队的旗舰，该中队又增加了螺旋桨护卫舰“诺瓦拉”号。1872年1月15日，整个中队从普拉驶向达尔马提亚群岛进行战术训练演习。该中队除了“兹里尼”号外，于2月底被派往地中海东部的奥斯曼帝国的黎凡特地区。“利萨”号于3月1日抵达奥斯曼帝国的士麦那，在那里最终与“诺瓦拉”号会合。到3月26日，“兹里尼”号已重新加入中队，“利萨”号率领“兹里尼”号和“胡姆”号在东地中海的希腊和奥斯曼帝国岛屿进行巡逻。到了7月中旬现役中队已经离开该地区，开始在希腊科孚岛附近进行战术训练，训练于7月16日开始。然后，舰队于7月21日至29日访问了西西里岛的墨西拿，然后于8月3日访问了意大利的巴勒莫。这支舰队在那里直到8月12日，期间“利萨”号修理了引擎。此后，这支舰队再次起航前往突尼斯的拉古莱特。在那里，船员们举行了庆祝奥匈帝国皇帝弗朗茨·约瑟夫的生日的活动。
“利萨”号率领舰队于8月23日离开突尼斯，并于8月28日返回到科孚岛。之后，“利萨”号和“诺瓦拉”号继续航行至士麦那，在那里帮助翻覆的意大利双桅帆船“普罗维登萨”号（Providenza）。在1872年9月3日至4日的夜间，“利萨”号发生了一起严重事故。当时该舰停泊在科孚岛附近时，舰上发生了一场严重的火灾，就在火势即将蔓延到火药库的时候船员们设法将其扑灭，以免波及高爆炸药的推进药。船员们为扑灭大火奋战了大约两个小时，但船只在事故中没有受到严重损坏。舰队于9月10日重新集合，展开了东地中海的巡航。9月19日，舰队停靠在塞浦路斯的拉纳卡；到了27日，舰队已经行驶到阿格里亚，然后两天后又返回士麦那。10月初，“利萨”号接到命令将舰队带回普拉。到了12月初，舰队抵达法萨纳海峡，之后被编入预备役。
1873年，“利萨”号担任奥匈帝国舰队现役中队的旗舰，该舰队还包括螺旋桨护卫舰“兹里尼”号和“法萨纳”号以及炮艇“维勒比奇”号。同年9月初，“利萨”号停泊在奥斯曼帝国的士麦那，而“兹里尼”号在希腊水域，“法萨纳”号则正在前往西班牙附近与“维勒比奇”号汇合途中。9月24日，“利萨”号启航前往奥斯曼埃及的塞德港，在那补充了燃煤并进行了射击训练。之后该舰返回士麦那。11月3日，该舰在奥斯曼叙利亚海岸巡航，随后驶往克里特岛的苏达湾进行燃煤补给。在那里，“利萨”号遇到了一支由一艘铁甲炮塔舰、两艘螺旋桨巡航舰和一艘明轮船组成的小型奥斯曼帝国舰队。然后，“利萨”号前往希腊的比雷埃夫斯港，并于11月18日接受了希腊国王和王后的访问。该舰随后返回叙利亚，最终于11月21日到达士麦那。两天后，“利萨”号离开士麦那前往马耳他，在那里与俄罗斯铁甲舰“波扎尔斯基公爵”号一起参加了庆祝皇帝弗朗茨·约瑟夫即位25周年的纪念活动。“利萨”号随后北上至希腊的科孚岛，然后回到普拉，于12月11日抵达。在接下来的一天，该舰进行了实弹射击训练。“利萨”号于12月15日在的里雅斯特进行了射击训练，五天后返回普拉。之后该舰被撤出现役中队并解除了武装。
1875年，该船更换了新的锅炉，随后一年又对帆具进行了修改。到1880年，因舰体严重腐烂，“利萨”号被送入普拉兵工厂的干船坞。船厂工人剥去了大部分舰体装甲板，并用新木材替换了破损的木材。这项维修工程于次年完成，使该舰得以重新投入使用。在干船坞期间，该舰的武装也进行了调整，保留了原来的12门9英寸火炮，但旧的前膛炮被4门9（3.5英寸）24倍径炮和两门7（2.8英寸）15倍径炮所取代，并增加了3门47（1.9英寸）的霍奇基斯炮和两门25（0.98英寸）自动火炮。
完成大修后，“利萨”号重新回到了现役中队。在1885年6月举行的舰队演习，该舰担任铁甲舰中队的旗舰。演习围绕着鱼雷艇对利萨岛外的铁甲舰中队的模拟攻击展开。此后该舰一直处于活跃服役状态，直到1888年被重新分配至第二预备役中队。在此期间，该舰曾在1885年加装了鱼雷发射装置并安装了新型速射主炮。1885年3月27日，奥地利皇储鲁道夫曾拜访过该舰。“利萨”号一直留在奥匈帝国的库存中，几乎没有参与什么活动，直到1892年11月13日被从海军登记册中除名。“利萨”号最终于1893年至1895年间被拆解报废。

## 脚注

### 引文
1. ↑  张恩东 (2018)，第255頁.
2. ↑  朱鸿飞 (2016)，第87頁.
3. 1 2  李昊 (2019)，第310頁.
4. ↑  陈悦 (2015)，第234頁.
5. ↑  李昊 (2020a)，第15頁.
6. ↑  章骞 (2013)，第102頁.
7. 1 2 3 4 5 6 7 8 9 10  Sieche & Bilzer (1979)，第269頁.
8. 1 2  Scheltema de Heere (1973)，第19頁.
9. 1 2  Very (1880)，第7頁.
10. 1 2 3 4  Pawlik (2003)，第43頁.
11. ↑  《英汉舰船科技词汇》编辑组 (1975)，第304頁.
12. ↑  Sondhaus (1994)，第22, 25頁.
13. ↑  Sieche & Bilzer (1979)，第267頁.
14. ↑  朱鸿飞 (2016)，第58頁.
15. ↑  布鲁斯·泰勒 (2021)，第265頁.
16. ↑  张黎源 (2020)，第160頁.
17. ↑  Sondhaus (1994)，第37, 40–41頁.
18. ↑  Benko (1873)，第15–17頁.
19. ↑  Benko (1873)，第17頁.
20. 1 2  Pawlik (2003)，第43–44頁.
21. ↑  Benko (1874)，第15–16頁.
22. ↑  Bewegungen (1874)，第15–16頁.
23. ↑  Sondhaus (1994)，第78頁.
24. ↑  Brassey (1886)，第145頁.
25. ↑  Pawlik (2003)，第43–44, 47頁.